# زرزوري (الريف الشرقي)
زرزوري (بالفارسية: زرزوری) هي منطقة سكنية تقع في إيران في قسم الريف الشرقي الريفي. يقدر عدد سكانها بـ 61 نسمة بحسب إحصاء 2016.